# Atomerőmű SE
Atomerőmű SE is een Hongaarse basketbalclub uit Paks opgericht in 1979 die uitkomt in de Nemzeti Bajnokság I/A.

## Geschiedenis
De club werd opgericht in 1979 en vernoemd naar de plaatselijke Kerncentrale Paks en bereikte in 1987 de hoogste klasse in Hongarije. De club was hierna een middenmoter tot het seizoen 1999/00. Van 2000 tot 2016 werd de club vier keer landskampioen, werd vier keer tweede en twee keer derde en eindigde nooit lager dan zesde. In diezelfde periode won de club ook vier keer de landsbeker en verloor driemaal in de finale. Hierna verdween de club weer aan de top van het klassement en eindigde in de middenmoot.

## Erelijst
- Hongaars landskampioen: 2002, 2005, 2006, 2009
  - Tweede: 2001, 2004, 2010, 2014
  - Derde: 2013, 2015

- Hongaarse basketbalbeker: 2001, 2003, 2005, 2008
  - Tweede: 2002, 2006, 2012
  - Derde: 1999, 2013, 2015

## Bekende (oud-)spelers
| - Jordan Mintsjev - Matthew Tiby - Omar Calhoun - Paul Atkinson Jr. - Talor Battle | - Kenny Wooten - Javion Ogunyemi |